# Bingöl (tỉnh)
Bingöl là một tỉnh của Thổ Nhĩ Kỳ. Tỉnh này nằm ở phía đông Tiểu Á. Tỉnh Bingöl được lập năm 1946 từ các khu vực thuộc Elazığ và Erzincan. Tỉnh mới có tên là tỉnh Çapakçur cho đến năm 1950. Tỉnh này có diện tích 8.402 km 2, dân số là 245.243 người. Tỉnh lỵ là Bingöl, dân số tỉnh lỵ là: 68.876 người. Tỉnh này giáp các tỉnh: Tunceli (Dersim), Erzurum, Muş, Diyarbakır, Erzincan và Elazığ.]

## Các huyện
Tỉnh này được chia thành các huyện sau (tỉnh lỵ được bôi đậm):
- Adaklı (Azaxpert)
- Bingöl (Çewlik)
- Genç (Darê Hêni)
- Karlıova (Qarliova)
- Kiğı (Gêğiye)
- Solhan (Boglon)
- Yayladere (Xolxol)
- Yedisu (Çerme)